# 57 Большой Медведицы
57 Большой Медведицы (лат. 57 Ursae Majoris), HD 98787 — двойная звезда в созвездии Большой Медведицы на расстоянии (вычисленном из значения параллакса) приблизительно 213 световых лет (около 65 парсеков) от Солнца. Видимая звёздная величина звезды — +5,354m.

## Характеристики
Первый компонент — белая звезда спектрального класса A2V. Радиус — около 1,97 солнечного, светимость — около 30,99 солнечных. Эффективная температура — около 9333 К.